# Manifattura Tabacchi (Chiaravalle)
La Manifattura Tabacchi di Chiaravalle è ubicata in Viale Guglielmo Marconi 154 a Chiaravalle.

## Storia
Chiaravalle, storica sede del primo insediamento monastico benedettino delle Marche, vede il 12 dicembre 1757 la concessione da parte dei monaci benedettini della produzione e commercializzazione del tabacco a privati.
Due anni dopo, nel 1759 viene concesso per contratto la costruzione della prima manifattura per la lavorazione del tabacco a Gabriele Galantara. La fabbrica nasce sui resti dell'antico mulino dei monaci sito lungo il vallato di irrigazione.
Nel 1798 (primo anno della Repubblica Romana), la fabbrica del tabacco viene venduta ai francesi, dal rappresentante anconetano della Repubblica Romana, ma già quattro anni dopo viene riconsegnata ai monaci cistercensi.
Nel 1808 il governo napoleonico istituisce la Regia dei Sali e Tabacchi, la fabbrica viene separata dai beni dei cistercensi. L'originaria costruzione della fabbrica sui resti del mulino, viene abbattuta per fare posto ad una nuova fabbrica, molto simile all'attuale nucleo centrale della manifattura. La costruzione è eseguita dall'ing. Fabbri di Pergola su mandato del governo napoleonico.
È il 1860 quando la fabbrica del tabacco di Chiaravalle entra a far parte della grande comunità italiana delle Manifatture Tabacchi; dieci anni dopo viene inaugurato il viale Delle Sigaraie, strada alberata che dalla manifattura raggiunge il comune, al centro del paese.
Nel 1927 si costituisce l'Amministrazione Autonoma dei Monopoli di Stato per la gestione delle coltivazioni e delle manifatture.
Nel 2004 a seguito della privatizzazione del settore tabacco viene prima venduta alla multinazionale del tabacco British American Tobacco e poi nel 2007 ceduta ad una cordata di investitori italiani costituitasi come MIT S.p.A. (Manifattura Italiana Tabacco S.p.A.), con lo scopo di salvaguardare e valorizzare la cultura del tabacco in Italia e la difesa della produzione made in Italy.

## Produzione
- tabacco da fiuto: dal 1869 al 1941 sospeso sino al 1950 prodotto fino al 1999
- sigari: dal 1869 al 1941 sospesi sino al 1945 prodotti fino al 1972
- sigarette e trinciati: dal 1922 ad oggi

## Architettura
L'edificio vive il suo massimo sviluppo nel XIX secolo, quando diventa punto di riferimento economico-lavorativo ed emblema della operosità della comunità cittadina, soprattutto grazie al lavoro delle sigaraie, le operaie che erano impiegate presso la manifattura e che costituiscono una delle tradizioni più vive. Nel 1945 l'amministrazione dei Monopoli di Stato commissiona a Pierluigi Nervi la ricostruzione di due fabbricati:
- Magazzino dei greggi e lavorazione sigari
- Locali del refettorio e della portineria

Nervi è legato ad Ancona e alle Marche dagli affetti familiari oltre che dal punto di vista professionale. Lo conferma l'adesione nel 1960 all'Accademia marchigiana di scienze, lettere ed arti. A Chiaravalle questo grande architetto si confronta con l'edificio industriale storico di cui conserva, ove possibile, l'involucro murario esterno, ma interviene con la completa sostituzione dei solai di piano e delle strutture verticali interne. I lavori effettuati mostrano l'adozione di un'ampia casistica di soluzioni strutturali in cemento armato e ferro.

## Fonti
- Sito ufficiale Manifattura Italiana Tabacco S.p.A.
- Procedura fallimentare MIT S.p.A.